# Ørding Sogn
Ørding Sogn er et sogn i Morsø Provsti (Aalborg Stift).
I 1800-tallet var Ørding Sogn anneks til Ljørslev Sogn. Begge sogne hørte til Morsø Sønder Herred i Thisted Amt. Ljørslev-Ørding sognekommune blev ved kommunalreformen i 1970 indlemmet i Morsø Kommune.
I Ørding Sogn ligger Ørding Kirke.
I Ørding Sogn findes følgende autoriserede stednavne:
- Lægårde (bebyggelse)
- Storup (bebyggelse, ejerlav)
- Ørding (bebyggelse, ejerlav)